# Dinastia farnabazida
La dinastia farnabazida (in georgiano ფარნავაზიანი?) è il nome con il quale è nota la prima dinastia dei re della nazione di Cartalia (in georgiano ქართლი? ovvero Kartli), regione storica situata nella moderna Georgia centro-orientale, dove si trova la capitale Tbilisi, e nota agli autori classici come Iberia. 
La dinastia è menzionata nelle Cronache georgiane, nome convenzionale per il principale compendio di testi storici medievali georgiani, ottenuti per trascrizione della tradizione orale curata dal cronista Leonti Mroveli nell'XI secolo.
Il loro governo durò, con alcuni intervalli, dal III secolo a.C. al II secolo d.C. La linea maschile principale viene riportata come estintasi precocemente e pertanto seguita da regnanti ad essa collegati tramite la linea femminile. Il dominio farnavazida terminò prima della fine del II secolo d.C. e per la corona dell'Iberia succedette la dinastia degli Arsacidi.

## Storia
Secondo il testo di cronache georgiane altomedievali, la vita dei re georgiani, la dinastia discendeva da Farnabazo I, il fondatore del Regno di Iberia, che spodestò Azo, un sovrano presumibilmente lasciato da Alessandro Magno per governare il paese. Secondo le Cronache georgiane, Farnabazo discendeva da Uplo, figlio di Kartlos. Quest'ultimo è il leggendario eponimo su cui è basato il mito di fondazione della mitologia georgiana, ritenuto figlio di Togarma, nipote di Jafet e di conseguenza pronipote di Noè. La effettiva esistenza storica di Farnabazo, la cui storia è riportata con una eccessiva abbondanza di immagini e simboli leggendari, non è attestata in fonti non georgiane e non vi è alcuna indicazione contemporanea presso altre culture precisa che sia stato il primo dei re georgiani. Tuttavia, la denominazione dinastica georgiana farnavaziana (P'arnawazean cioè "dal nome di Farnabazo"), che le prime storie armene hanno conservato, così come riportate dallo storiografo armeno del V secolo Faustus, rappresentano un riconoscimento del fatto che si riteneva che un re di nome Farnabazo fosse il fondatore di una dinastia georgiana. Sembra più plausibile che quando la memoria dei fatti storici svanì, il vero Farnabazo "venne idealizzato con una immagine leggendaria" e emergesse come il monarca precristiano modello negli annali georgiani.
Sebbene la spedizione di Alessandro nelle terre georgiane sia completamente immaginaria, le prove georgiane e classiche suggeriscono che i re dell'Iberia coltivassero stretti rapporti con l'Impero seleucide, un successore ellenistico dell'impero di breve durata di Alessandro, incentrato sulla Siria, e a volte ne riconobbero la sovranità, probabilmente aiutando, come ha ipotizzato lo studioso Cyril Toumanoff, i loro sovrani nel tenere sotto controllo la dinastia degli Orontidi della vicina Armenia.
Secondo Toumanoff, Farnabazo avrebbe regnato dal 299 al 234 a.C. Le cronache riportano che suo figlio, Sauromace (r. 234–159 a.C.), sia morto senza un erede maschio, e la dinastia sopravvisse in linea femminile grazie al matrimonio della figlia di Sauromace I con Mirian I (r. 159–109 a.C.), dei Nimrodidi. I Nimrodidi, in georgiano Nebrot'iani (ნებროთიანი), che significa "razza di Nimrod", non rappresentano un nome dinastico, ma il termine applicato dagli annalisti georgiani medievali agli antichi iraniani. Quindi la dinastia, sebbene in linea esclusivamente femminile, continua ad essere chiamata dalle cronache come P'arnavaziani ("discendente da Farnabazo" come suggerito da Toumanoff).
La dinastia, nella persona del figlio di Mirian I, Farnajom (r. 109–90 a.C.), fu espropriata della corona da un ramo degli Artassidi armeni, il cui regno in Iberia durò dal 90 al 30 a.C. quando i Farnavazidi furono in grado di riprendere il trono con Mirian II, un altro nimrodide che regnò dal 30 al 20 a.C.. A quel tempo il Caucaso meridionale era finito sotto l'egemonia romana, tuttavia l'Iberia riuscì a mantenersi sufficientemente indipendente dal dominio romano nell'ultimo decennio del I secolo a.C. ed emerse come uno stato più potente nel I secolo d.C. 
Un altro regnante della dinastia, Farasmane I di Iberia (r. 1–58 d.C.) interferì energicamente negli affari dell'Armenia, che allora era oggetto di contesa tra Roma e la Partia, e isediò sul trono d'Armenia suo fratello, Mitridate (35–51 d.C.), sul trono d'Armenia. Nel 51, tuttavia, Farasmane istigò suo figlio, Radamisto, ad attaccare Mitridate e ad occupare il trono armeno. Radamisto riuscì nell'intento, salvo poi venire espulso dai suo regno dai parti nel 55. Il successore di Farasmane, Mitridate I (58–106) strinse un'alleanza con Roma per difendere le frontiere iberiche dagli alani, nomadi del nord. La stele Armazi di Vespasiano scoperta a Mtskheta, capitale dell'Iberia, parla di Mitridate I come "l'amico dei Cesari" e il re "degli Iberi amanti dei romani". Ne è prova il fatto che nel 75 l'imperatore romano Vespasiano aiutò il re di Iberia a fortificare l'acropoli di Armazi.
Una volta che gli appartenenti alla dinastia degli Arsacidi dei Parti consolidarono la loro presa sull'Armenia nel II secolo d.C., il loro ramo sostituì i Farnavazidi in Iberia. Secondo le cronache georgiane, ciò avvenne quando i nobili scatenarono una rivolta contro Amazaspo II (r. 185–189) e con l'aiuto del re d'Armenia, probabilmente Vologase V (r. 180–191), che viene riportato fosse sposato con la sorella di Amazaspo, deposero e uccisero il loro monarca. Vologase mise suo figlio, nonché nipote di Amazaspo I, sul trono di Iberia, inaugurando la dinastia degli Arsacidi.

## Re farnabazidi di Iberia

### Prima dinastia
- Farnabazo I d'Iberia, 302–236/4 a.C
- Sauromace I d'Iberia (figlio), 234–159 a.C.

### Seconda dinastia
- Mirian I di Iberia (genero e figlio adottivo), 159–109 a.C.
- Farnajom di Iberia (figlio), 109–90 a.C.
- (altri regnanti)
- Mirian II di Iberia (figlio), 30–20 a.C.
- Arsace II di Iberia (figlio), 20 a.C.-1 d.C.

### Terza dinastia
- Farasmane I di Iberia (figlio di Kartam, discendente della sorella di Farnabazo I e figlia di Sauromace I, 1–58 d.C.
- Mitridate I d'Iberia (figlio), 58–106
- Amazaspe I d'Iberia (figlio), 106–116
- Farasmane II di Iberia (figlio), 116–132
- Radamisto di Iberia (figlio), 132–135
- Farasmane III di Iberia (figlio), 135–185
- Amazaspe II di Iberia (figlio), 185–189

## Re farnabazidi dell'Armenia
- Mitridate I (fratello di Farasmane I), 35–37; 42–51
- Radamisto (figlio di Farasmane I), 51–53; 54–55